# Russisch-Thaise betrekkingen

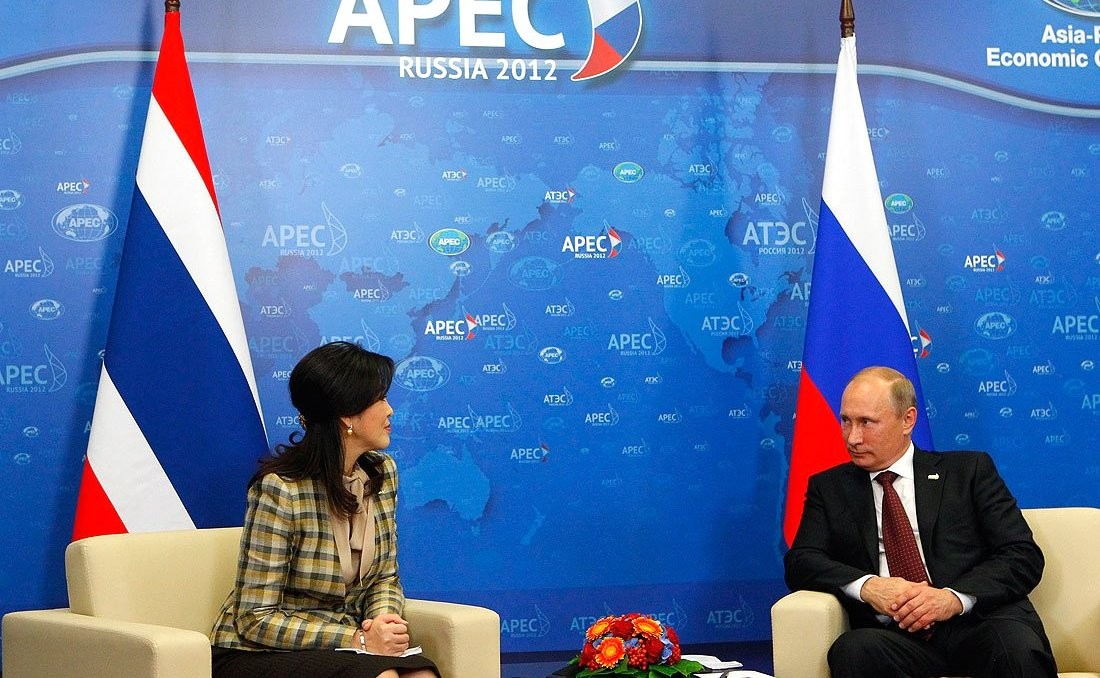
De Thaise premier Yingluck Shinawatra met de Russische president Vladimir Poetin op de APEC-top in Vladivostok, Rusland, 8 september 2012.

De bilaterale betrekkingen tussen Rusland en Thailand dateren uit de late negentiende eeuw, toen de Russische tsaar Nicolaas II en koning Chulalongkorn (Rama V) van Siam (zoals Thailand toen heette) een vriendschappelijke persoonlijke relatie aangingen. De twee landen wisselden in 1897-1898 gezantschappen uit en ondertekenden in 1899 een vriendschapsverklaring. Na de Russische Revolutie in 1917 werden de diplomatieke betrekkingen tussen de Sovjet-Unie en Thailand verbroken, maar op 12 maart 1941 werden ze weer hersteld. Op 28 december 1991 erkende Thailand de Russische Federatie als opvolger van de Sovjet-Unie. Rusland heeft een ambassade in Bangkok en twee honoraire consulaten in Phuket en Pattaya. Thailand heeft een ambassade in Moskou en twee honoraire consulaten (in Sint-Petersburg en Vladivostok). Beide landen zijn volwaardige leden van APEC en de Organisatie voor Veiligheid en Samenwerking in Europa (Rusland is een deelnemende staat en Thailand is een partner).

## Geschiedenis

### Siam en het keizerlijke Rusland
Het eerste geregistreerde contact tussen Russen en Siam vond plaats op 19 februari 1863, toen de schepen Gaydamak en Novik in Bangkok aankwamen.
De vroege betrekkingen tussen de landen waren hartelijk en kwamen voort uit de vriendschappelijke persoonlijke betrekkingen tussen koning Chulalongkorn (Rama V, regeerde van 1868 tot 1910) van Siam en keizer Nicolaas II van Rusland (regeerde van 1894 tot 1917), die Siam in 1891 had bezocht toen hij tsarevitsj (troonopvolger) was.
Diplomatieke betrekkingen werden aangeknoopt nadat Chulalongkorn Rusland bezocht als onderdeel van zijn tournee door Europa in 1897. Chulalongkorn had gehoopt op Russische steun om de Fransen, die koloniale druk uitoefenden op Siam, in evenwicht te brengen, vooral na de Frans-Siamese crisis van 1893. Alexander Olarovsky werd geplaatst als zaakgelastigde en consul-generaal in Bangkok, arriveerde in april 1898 en werd die oktober bevorderd tot minister-resident. Siam werd vertegenwoordigd door Phraya Suriyanuwat, Chulalongkorns gezant in Frankrijk, Italië en Spanje, die in Parijs woonde.
Prins Chakrabongse Bhuvanath, een van Chulalongkorns zonen, werd in 1898 naar Rusland gestuurd om daar een militaire opleiding te volgen. Later trouwde hij met een Russische vrouw, Ekaterina Desnitskaya.
In 1899 werd er een vriendschapsverklaring tussen Rusland en Siam ondertekend. Rusland hoopte een monopolie te verwerven op de kerosinehandel, maar onderhandelingen over een volledig verdrag zijn nooit gelukt.
Na de omverwerping van de Russische tsaristische regering tijdens de Oktoberrevolutie werden de diplomatieke betrekkingen verbroken.

### Thailand en Sovjet-Rusland
Thailand knoopte in 1941 diplomatieke betrekkingen aan met de Sovjet-Unie. De ambassade van de USSR, en later Rusland, in Bangkok was lange tijd gevestigd in een historisch gebouw aan de Sathon Road, ook wel bekend als het Sathon Mansion.

## Economische banden

### Bilaterale handel
Officiële cijfers over het handelsvolume van twee landen spreken elkaar tegen.
- Volgens Thaise bronnen bedroeg de handel met Rusland in 2008 2,11 miljard Amerikaanse dollar; Thailand had een handelstekort van 1,76 miljard Amerikaanse dollar.[4] Rusland exporteert minerale grondstoffen, terwijl Thailand auto-onderdelen, elektronica en levensmiddelen exporteert.[4]
- Volgens de Russische douane bedroeg de Russische export naar Thailand in 2008 1,23 miljard en de import 1,49 miljard. Rusland had daarmee een tekort van 254 miljoen Amerikaanse dollars.[5] In totaal bedraagt de handel met Thailand slechts 0,4% van de Russische buitenlandse handel.[5] Volgens de Russische ambassade in Bangkok is Thailand de grootste handelspartner van Rusland in Zuidoost-Azië en de derde grootste afnemer van Russische ferrometalen wereldwijd.[6]

Nog in 2002 had Rusland een aanzienlijk handelstekort en importeerde het grote hoeveelheden Thaise rijst (tot wel een half miljoen ton per jaar). In 2005 legde Rusland prohibitieve protectionistische tarieven op rijst op, daarna een embargo op Thaise rijst en in 2007 een volledig verbod op de import van Thaise rijst, als reden hiervoor de ongedierte-infectie.
In 2004 benaderde Thailand de Russische autoriteiten met het verzoek om twaalf Su-30 straaljagers te kopen. De Thaise kippenindustrie, verzwakt door de vogelgriepcrisis, steunde de deal enthousiast en rekende erop dat de Russische voedselimportregelingen ook zouden worden versoepeld. De deal is er echter nooit gekomen. In oktober 2008 stemde de Thaise premier Somchai Wongsawat in met de aankoop van Russische Mi-17 militaire helikopters, waarmee hij afstand deed van de afhankelijkheid van Amerikaanse wapens. Zijn regering werd echter twee maanden later afgezet.
Op 21 mei 2022 maakte de Thaise vicepremier en minister van Handel Jurin Laksanawisit bekend dat Rusland heeft toegezegd de doelstelling te steunen om de jaarlijkse bilaterale handel te verhogen van 2,7 miljard dollar in 2021 naar 10 miljard dollar. Rusland wil vooral voedingsmiddelen, rijst, fruit, auto's en auto-onderdelen uit Thailand kopen. Rusland wil ook meer investeren in informatietechnologie in Thailand, aangezien veel Russische investeerders zich hebben gevestigd in het industriegebied Amata in Rayong.

### Toerisme
Thailand is een van de belangrijkste tropische bestemmingen voor toeristen uit Rusland. De door de Thaise autoriteiten verstrekte aantallen worden echter door de Russen betwist, omdat ze deze kunstmatig zouden hebben opgeblazen. De Thaise autoriteiten betwisten op hun beurt dat de Russische aantallen te laag zijn:
- Russische grenswachten meldden 259.000 vertrekken naar Thailand in 2008 (235.000 in 2007). Turkije, de meest voorkomende bestemming, is goed voor 2,2 miljoen vertrekken.[12] Bronnen bij de Thaise overheid merkten op dat het Russische aantal alleen directe vluchten omvat en dat toeristen die elders een tussenstop maken, niet zijn meegerekend.[13] In 2007 waren er 279.000 Russische toeristen.
- De Thaise toeristendienst meldde dat er alleen al in de periode januari-maart 2007 456.972 Russische 'toeristenbezoeken' aan Pattaya waren (van een totaal van 1,57 miljoen). Russische commentatoren merken op dat Thai daadwerkelijk de hotelovernachtingen hebben geteld en dat hun aantal gedeeld moet worden door een factor 10 tot 11.[13]

Naar schatting bezochten in 2018 1,5 miljoen Russen Thailand, een stijging van 15% ten opzichte van 2017. Gemiddeld bezoeken ongeveer 20.000 Thai Rusland per jaar.

## Russische invasie van Oekraïne sinds 2022
Thailand stemde voor resolutie ES-11/1 van de Algemene Vergadering van de Verenigde Naties, waarin de Russische invasie van Oekraïne sinds 2022 werd veroordeeld. Ook stemde Thailand voor resolutie ES-11/2 van de Algemene Vergadering van de Verenigde Naties, waarin de veroordeling werd bevestigd. Thailand onthield zich van stemming over een resolutie die tot doel had Rusland te schorsen als lid van de Mensenrechtenraad van de Verenigde Naties. Ook onthield het zich bij een andere resolutie die de territoriale integriteit van Oekraïne steunde, na de annexatiereferenda in 2022 in het door Rusland bezette Oekraïne.
In januari 2024 werden de leden van de Russische rockband Bi-2, die in ballingschap leefden en Rusland ontvluchtten na de Russische inval in Oekraïne, in Thailand gearresteerd wegens vermeende overtreding van de immigratieregels. Ze riskeerden deportatie naar Rusland, omdat vijf van de leden de Russische nationaliteit hebben.